# Kabinett des Vereinigten Königreichs
Das Kabinett des Vereinigten Königreichs ist formell ein Ausschuss des Geheimen Kronrats und faktisch das oberste Entscheidungsgremium der Regierung des Vereinigten Königreichs Großbritannien und Nordirland (His Majesty’s Government of the United Kingdom of Great Britain and Northern Ireland).

## Bildung des Kabinetts
Der britische Monarch ernennt einen Premierminister und folgt dabei dem strikten Gewohnheitsrecht, dass dieser ein Mitglied des House of Commons ist und in der Lage ist, eine mehrheitsfähige Regierung zu bilden. Der Premierminister ernennt dann seine Minister; diese leiten jeweils ihr Ministerium. Das Kabinett besteht aus durchschnittlich 20 Ministern.
In der Theorie ist der Premierminister ein primus inter pares, ein Erster unter Gleichen im britischen Kabinett. Bei der Auswahl der Minister bindet der Premierminister üblicherweise Parlamentsmitglieder ein, die über eine eigene politische Basis, eine Hausmacht, verfügen, und die ihm potenziell gefährlich werden könnten. Andererseits hat der Premierminister sehr wenig Möglichkeiten, auf die Zusammensetzung der britischen Zivilverwaltung Einfluss zu nehmen, so dass ein Spannungsverhältnis zwischen den gewählten Politikern und der Beamtenschaft spürbar ist. Dennoch kann in der Praxis ein starker Premierminister die Regierung so dominieren, dass er ein „Fast-Präsident“ wird, das heißt, er nimmt eine Führungsaufgabe so wahr wie etwa in den USA oder in Frankreich der Präsident, ohne aber die Last der zeremoniellen Pflichten eines Staatsoberhaupts zu tragen.

## Kabinettsmitglieder
Die Minister führen die Amtsbezeichnung Secretary of State. Neben diesen Ministern, die ein Ministerium leiten, sind auch der oder die Leader of the House of Lords und Leader of the House of Commons (also die Fraktionsvorsitzenden) Kabinettsmitglieder und zählen zu den cabinet ministers.
Nach ungeschriebenem britischem Verfassungsgewohnheitsrecht müssen die Kabinettsmitglieder Mitglieder des Parlaments sein, also entweder des Unterhauses oder des Oberhauses. In den weitaus meisten Fällen sind sie Mitglieder des Unterhauses. Allerdings wird der Mehrheitsführer der Regierungspartei im Oberhaus für gewöhnlich ebenfalls ins Kabinett geholt, meist durch Ernennung zu einem der Ämter der Great Officers of State. Der (nicht nur kurzzeitige) Verlust der Mitgliedschaft im Parlament zwingt den Betroffenen in der Regel zum Rücktritt als Kabinettsmitglied; ein Beispiel hierfür ist Patrick Gordon Walker. Es kommt aber auch gelegentlich vor, dass einem hochrangiger Politiker ohne Unterhaussitz durch Ernennung zum Life Peer ermöglicht wird, einen Kabinettsposten zu bekleiden; ein Beispiel hierfür ist Peter Mandelson.
Die Kabinettsposten im Kabinett Boris Johnson II (16. Dezember 2019 bis 6. September 2022) waren: 
- Premierminister des Vereinigten Königreichs und Erster Lord des Schatzamtes, auch Minister für den öffentlichen Dienst und Minister für die Union
- Minister für auswärtige und Commonwealth-Angelegenheiten
- Kanzler des Herzogtums Lancaster
- Schatzkanzler und Zweiter Lord des Schatzamtes
- Secretary of State für Inneres
- Lordkanzler und Secretary of State für Justiz
- Secretary of State für Verteidigung
- Secretary of State für Gesundheit und Soziale Dienste
- Secretary of State für Wirtschaft, Energie und Industriestrategie
- Secretary of State für internationalen Handel und President of the Board of Trade
- Secretary of State für Arbeit und Pensionen
- Secretary of State für Bildung
- Secretary of State für Umwelt, Ernährung und ländlichen Raum
- Secretary of State für Wohnen, Kommunen und lokale Selbstverwaltung
- Secretary of State für Verkehr
- Secretary of State für Schottland
- Secretary of State für Wales
- Secretary of State für Nordirland
- Führer des House of Lords und Lordsiegelbewahrer
- Secretary of State für Kultur, Digitales, Medien und Sport
- Secretary of State  ohne Geschäftsbereich und Chairman der regierenden Partei

Weitere Teilnehmer an Kabinettssitzungen sind
- Chief Secretary to the Treasury
- Leader of the House of Commons und Lord President of the Council
- Chief Whip im House of Commons und Parlamentarischer Sekretär im Schatzamt
- Attorney General for England and Wales (Generalstaatsanwalt)

- Paymaster General und Minister für das Cabinet Office

sowie auch die folgenden Ministers of State (im deutschen Staatssekretäre)
- Minister of State für Wirtschaft, Energie und sauberes Wachstum
- Minister of State beim Ministerium für Wohnen, Kommunen und lokale Selbstverwaltung
- Minister of State beim Ministerium für Wohnen, Kommunen und lokale Selbstverwaltung
- Minister of State für Sicherheit
- Stellvertretender Minister für den EU-Austritt und die „No Deal“-Vorbereitungen
- Minister of State für Sicherheit
- Minister of State im Ministerium für Internationale Entwicklung
- Minister of State im Ministerium für Umwelt, Ernährung und ländlichen Raum

Die Kabinettsposten im Kabinett Sunak siehe dort.

## Kabinette des Vereinigten Königreichs (seit 1922)
| Kabinette                    | Premierminister     | Wahl         | Beginn der Amtszeit | Ende der Amtszeit | Regierungspartei(en)                                                       | Sitze                        |
| ---------------------------- | ------------------- | ------------ | ------------------- | ----------------- | -------------------------------------------------------------------------- | ---------------------------- |
| Bonar Law                    | Andrew Bonar Law    | 1922         | 23. Oktober 1922    | 20. Mai 1923      | Conservatives                                                              | 344/615                      |
| Baldwin I                    | Stanley Baldwin     | 1922         | 22. Mai 1923        | 22. Januar 1924   | Conservatives                                                              | 344/615                      |
| MacDonald I                  | Ramsay MacDonald    | 1923         | 22. Januar 1923     | 4. November 1924  | Labour Tolerierung: Liberals Nationalists Prohibition Pacifist Unabhängige | 191/615 Tolerierung: 163/615 |
| Baldwin II                   | Stanley Baldwin     | 1924         | 4. November 1924    | 4. Juni 1929      | Conservatives                                                              | 412/615                      |
| MacDonald II                 | Ramsay MacDonald    | 1929         | 5. Juni 1929        | 24. August 1931   | Labour Tolerierung: Liberals Nationalists Prohibition Unabhängige          | 287/615 Tolerierung: 68/615  |
| Nationale Regierung I        | Ramsay MacDonald    | 1929         | 24. August 1931     | 27. Oktober 1931  | National Labour Conservatives Liberals                                     | 333/615                      |
| Nationale Regierung II       | Ramsay MacDonald    | 1931         | 27. Oktober 1931    | 7. Juni 1935      | National Labour Conservatives Liberals National Liberals                   | 553/615                      |
| Nationale Regierung III      | Stanley Baldwin     | 1935         | 7. Juni 1935        | 28. Mai 1937      | Conservatives National Labour National Liberals                            | 428/615                      |
| Nationale Regierung IV       | Neville Chamberlain | 1935         | 28. Mai 1937        | 3. September 1939 | Conservatives National Labour National Liberals                            | 428/615                      |
| Kriegsregierung Chamberlain  | Neville Chamberlain | 1935         | 3. September 1939   | 10. Mai 1940      | Conservatives National Labour National Liberals                            | 428/615                      |
| Kriegsregierung Churchill    | Winston Churchill   | 1935         | 10. Mai 1940        | 23. Mai 1945      | Conservatives Labour Liberals National Labour National Liberals            | 604/615                      |
| Übergangsregierung Churchill | Winston Churchill   | 1935         | 23. Mai 1945        | 26. Juli 1945     | Conservatives National Liberals                                            | 419/615                      |
| Attlee I                     | Clement Attlee      | 1945         | 26. Juli 1945       | 23. Februar 1950  | Labour                                                                     | 393/640                      |
| Attlee II                    | Clement Attlee      | 1950         | 23. Februar 1950    | 26. Oktober 1951  | Labour                                                                     | 315/625                      |
| Churchill III                | Winston Churchill   | 1951         | 26. Oktober 1951    | 5. April 1955     | Conservatives National Liberals                                            | 321/630                      |
| Eden                         | Anthony Eden        | 1955         | 6. April 1955       | 9. Januar 1957    | Conservatives National Liberals                                            | 344/630                      |
| Macmillan I                  | Harold MacMillan    | 1955         | 9. Januar 1957      | 8. Oktober 1959   | Conservatives National Liberals                                            | 344/630                      |
| Macmillan II                 | Harold MacMillan    | 1959         | 8. Oktober 1959     | 18. Oktober 1963  | Conservatives National Liberals                                            | 365/630                      |
| Douglas-Home                 | Alec Douglas-Home   | 1959         | 19. Oktober 1963    | 16. Oktober 1964  | Conservatives National Liberals                                            | 365/630                      |
| Wilson I                     | Harold Wilson       | 1964         | 16. Oktober 1964    | 31. März 1966     | Labour                                                                     | 317/630                      |
| Wilson II                    | Harold Wilson       | 1966         | 31. März 1966       | 19. Juni 1970     | Labour                                                                     | 363/630                      |
| Heath                        | Edward Heath        | 1970         | 19. Juni 1970       | 4. März 1974      | Conservatives                                                              | 330/630                      |
| Wilson III                   | Harold Wilson       | Februar 1974 | 4. März 1974        | 10. Oktober 1974  | Labour Tolerierung: Liberals Plaid Cymru SDLP Lincoln Labour Unabhängige   | 301/635 Tolerierung: 19/635  |
| Wilson IV                    | Harold Wilson       | Oktober 1974 | 10. Oktober 1974    | 5. April 1976     | Labour                                                                     | 319/635                      |
| Callaghan                    | James Callaghan     | Oktober 1974 | 5. April 1976       | 4. Mai 1979       | Labour Tolerierung: Liberals Plaid Cymru SDLP IndRep                       | 319/635 Tolerierung: 18/635  |
| Thatcher I                   | Margaret Thatcher   | 1979         | 4. Mai 1979         | 10. Juni 1983     | Conservatives                                                              | 339/635                      |
| Thatcher II                  | Margaret Thatcher   | 1983         | 10. Juni 1983       | 11. Juni 1987     | Conservatives                                                              | 397/650                      |
| Thatcher III                 | Margaret Thatcher   | 1987         | 11. Juni 1987       | 28. November 1990 | Conservatives                                                              | 375/650                      |
| Major I                      | John Major          | 1987         | 28. November 1990   | 10. April 1992    | Conservatives                                                              | 375/650                      |
| Major II                     | John Major          | 1992         | 10. April 1992      | 2. Mai 1997       | Conservatives Tolerierung: UUP                                             | 336/651 Tolerierung: 9/651   |
| Blair I                      | Tony Blair          | 1997         | 2. Mai 1997         | 8. Juni 2001      | Labour                                                                     | 418/659                      |
| Blair II                     | Tony Blair          | 2001         | 8. Juni 2001        | 6. Mai 2005       | Labour                                                                     | 412/659                      |
| Blair III                    | Tony Blair          | 2005         | 6. Mai 2005         | 27. Juni 2007     | Labour                                                                     | 355/647                      |
| Brown                        | Gordon Brown        | 2005         | 28. Juni 2007       | 11. Mai 2010      | Labour                                                                     | 355/647                      |
| Cameron I                    | David Cameron       | 2010         | 11. Mai 2010        | 8. Mai 2015       | Conservatives LibDems                                                      | 363/650                      |
| Cameron II                   | David Cameron       | 2015         | 8. Mai 2015         | 13. Juli 2016     | Conservatives                                                              | 330/650                      |
| May I                        | Theresa May         | 2015         | 13. Juli 2016       | 11. Juni 2017     | Conservatives                                                              | 330/650                      |
| May II                       | Theresa May         | 2017         | 11. Juni 2017       | 24. Juli 2019     | Conservatives Tolerierung: DUP                                             | 317/650 Tolerierung: 10/650  |
| Johnson I                    | Boris Johnson       | 2017         | 24. Juli 2019       | 16. Dezember 2019 | Conservatives Tolerierung: DUP                                             | 317/650 Tolerierung: 10/650  |
| Johnson II                   | Boris Johnson       | 2019         | 16. Dezember 2019   | 6. September 2022 | Conservatives                                                              | 365/650                      |
| Truss                        | Liz Truss           | 2019         | 6. September 2022   | 25. Oktober 2022  | Conservatives                                                              | 365/650                      |
| Sunak                        | Rishi Sunak         | 2019         | 25. Oktober 2022    | 5. Juli 2024      | Conservatives                                                              | 365/650                      |
| Starmer                      | Keir Starmer        | 2024         | 5. Juli 2024        | im Amt            | Labour                                                                     | 411/650                      |

Anmerkung: Die Sitze repräsentieren die Werte der Regierungspartei(en) beziehungsweise der Parteien, die sie toleriert haben, bei der jeweils vorangegangenen Wahl und können sich danach zum Teil erheblich verändert haben. Genauere Daten befinden sich in den jeweiligen Artikeln.